# Pabellón de Finlandia en la Bienal de Venecia
El Pabellón de Finlandia en la Bienal de Venecia es un espacio artístico ubicado en la ciudad de Venecia con motivo de la Bienal de Venecia. El Pabellón, diseñado por Alvar Aalto, fue construido desde 1955 a 1956. Posteriormente fue restaurado por Fredrik Fogh entre 1976 y 1982. Después de la restauración el Pabellón fue brevemente utilizado por Islandia, pero posteriormente regreso a Finlandia.

## Expositores
- 2005 — Jaakko Heikkilä.
- 2007 — Maaria Wirkkala.
- 2011 — Vesa-Pekka Rannikko (Comisariado: Laura Köönikkä).
- 2013 — Antti Laitinen y Terike Haapoja. (Comisariado: Mika Elo y Marko Karo Harri Laakso).
- 2015 — Visa Suonpää y Patrik Söderlund. (Comisariado: Taru Elfving).
- 2017 — Erkka Nissinen, Nathaniel Mellors. (Comisariado: Xander Karskens).
- 2019 — Larissa Sansour.